# Huitong
Huitong (chinesisch 会同县, Pinyin Huìtōng Xiàn) ist ein Kreis, der zum Verwaltungsgebiet der bezirksfreien Stadt Huaihua in der zentral-südlichen Provinz Hunan der Volksrepublik China gehört. Er hat eine Fläche von 2.244 km² und zählt 291.067 Einwohner (Volkszählung 2020). Sein Hauptort ist die gleichnamige Großgemeinde Lincheng (林城镇).
Die traditionelle Architektur des Dorfes Gaoyi (Gaoyi cun gu jianzhuqun 高椅村古建筑群) steht seit 2006 auf der Liste der Denkmäler der Volksrepublik China (6-671).